# SmartFTP
SmartFTP — FTP-клиент для Windows, позволяющий обмениваться файлами между локальным компьютером и серверами в Интернете. Является платной программой. Для интерфейса использует Windows API. Доступна как для 32-битных, так и для 64-битных версий Windows.

## Возможности
- FTP и FTPS (безопасный FTP).
- SFTP через SSH.
- Совместимость с FIPS 40-2.
- Современный графический интерфейс.
- Синхронизация файлов и каталогов.
- Многоязычность (более 20 языков).
- Просмотр эскизов и предпросмотр.